# Listă de nume românești - litera N
Această pagină, supusă continuu îmbunătățirii, conține peste 1000 de nume de familie românești care încep cu litera N.
| Na - Naca (wikt) - Nace (wikt) - Nacea (wikt) - Nache (wikt) - Nachiu (wikt) - Naciu (wikt) - Naclacevschi (wikt) - Nacu (wikt) - Nada (wikt) - Nadă (wikt) - Nadăș (wikt) - Nadeș (wikt) - Nadin (wikt) - Nadiu (wikt) - Nadoleanu (wikt) - Nadolu (wikt) - Nadoș (wikt) - Nadra (wikt) - Nadrea (wikt) - Nadu (wikt) - Nadui (wikt) - Nae (wikt) - Naer (wikt) - Naforniță (wikt) - Naftailă (wikt) - Naftan (wikt) - Naftanailă (wikt) - Nafte (wikt) - Nagârdu (wikt) - Nagâț (wikt) - Naghi (wikt) - Naghin (wikt) - Naghirneac (wikt) - Naghiu (wikt) - Nagîrdu (wikt) - Nagîț (wikt) - Naglici (wikt) - Nagodă (wikt) - Nagodu (wikt) - Nahoi (wikt) - Nahorniac (wikt) - Naia (wikt) - Naicheu (wikt) - Naicu (wikt) - Naida (wikt) - Naiden (wikt) - Naidin (wikt) - Naie (wikt) - Naiman (wikt) - Naipeanu (wikt) - Nalaț (wikt) - Nalațău (wikt) - Nalbariu (wikt) - Naleșnicu (wikt) - Naltu (wikt) - Nan (wikt) - Nancă (wikt) - Nanciu (wikt) - Nancu (wikt) - Nandoca (wikt) - Nandrea (wikt) - Nandriș (wikt) - Nane (wikt) - Nanea (wikt) - Naneș (wikt) - Nani (wikt) - Nania (wikt) - Nanii (wikt) - Naniu (wikt) - Nanu (wikt) - Nanuc (wikt) - Nanulescu (wikt) - Nap (wikt) - Napa (wikt) - Naparu (wikt) - Napău (wikt) - Napcori (wikt) - Napeu (wikt) - Napoca (wikt) - Napu (wikt) - Naragiu (wikt) - Narcis (wikt) - Narchitan (wikt) - Nare (wikt) - Narie (wikt) - Narița (wikt) - Nariță (wikt) - Naroș (wikt) - Naroși (wikt) - Nartea (wikt) - Naș (wikt) - Nașc (wikt) - Nașcă (wikt) - Nașcu (wikt) - Nașleu (wikt) - Nasta (wikt) - Nastac (wikt) - Nastai (wikt) - Nastaș (wikt) - Nastasă (wikt) - Nastasi (wikt) - Nastasiu (wikt) - Naste (wikt) - Nastea (wikt) - Nastiuc (wikt) - Nastor (wikt) - Nat (wikt) - Nataliuc (wikt) - Natanail (wikt) - Natașa (wikt) - Natea (wikt) - Nău (wikt) - Năuiu (wikt) - Naum (wikt) - Naumencu (wikt) - Naumescu (wikt) - Naumovici (wikt) - Nauznicu (wikt) - Navaria (wikt) - Navrescu (wikt) - Navria (wikt) - Navrotescu (wikt) - Nazar (wikt) - Nazarcu (wikt) - Nazăre (wikt) - Nazari (wikt) - Nazarie (wikt) - Nazarin (wikt) - Nazăru (wikt) - Nazîru (wikt) | Nă - Năclad (wikt) - Năcreală (wikt) - Năcuță (wikt) - Nădăbâlcă (wikt) - Nădăban (wikt) - Nădaș (wikt) - Nădășan (wikt) - Nădășanu (wikt) - Nădășean (wikt) - Nădășeanu (wikt) - Nădăștean (wikt) - Nădejde (wikt) - Nădișan (wikt) - Nădlăcan (wikt) - Nădrag (wikt) - Nădrău (wikt) - Năescu (wikt) - Năfliu (wikt) - Năformiță (wikt) - Năforniță (wikt) - Năftănăilă (wikt) - Năftică (wikt) - Năfureanu (wikt) - Năgăra (wikt) - Năguț (wikt) - Năhup (wikt) - Năianu (wikt) - Năiduț (wikt) - Năiță (wikt) - Nălbac (wikt) - Nălbariu (wikt) - Nălbaru (wikt) - Nălbitoru (wikt) - Nălbitorul (wikt) - Nălucă (wikt) - Nămăianu (wikt) - Nămoianu (wikt) - Nămoloșanu (wikt) - Nănău (wikt) - Năndrean (wikt) - Nănescu (wikt) - Năniță (wikt) - Nănuț (wikt) - Năoian (wikt) - Năpar (wikt) - Năpârcă (wikt) - Năpăruș (wikt) - Năpîrcă (wikt) - Năpîrlică (wikt) - Năprădean (wikt) - Năprădeanu (wikt) - Năpruiu (wikt) - Nărămzoiu (wikt) - Nărdălău (wikt) - Năsâiescu (wikt) - Năsălean (wikt) - Năsăleanu (wikt) - Năsărâmbă (wikt) - Năsatasă (wikt) - Năsăudean (wikt) - Năsăudeanu (wikt) - Nășcan (wikt) - Nășcuțiu (wikt) - Năsoi (wikt) - Năstac (wikt) - Năstasă (wikt) - Năstăsache (wikt) - Năstăsachi (wikt) - Năstase (wikt) - Năstășelu (wikt) - Năstăsescu (wikt) - Năstășescu (wikt) - Năstasia (wikt) - Năstasie (wikt) - Năstăsoiu (wikt) - Năstrușnicu (wikt) - Năstruț (wikt) - Năsturaș (wikt) - Năsturean (wikt) - Năsturel (wikt) - Năsturescu (wikt) - Năsturică (wikt) - Năstuță (wikt) - Năsuescu (wikt) - Năsui (wikt) - Năsulea (wikt) - Nătăguiu (wikt) - Nătălețu (wikt) - Nătărău (wikt) - Nătuiu (wikt) - Năulea (wikt) - Năvăcean (wikt) - Năvădaru (wikt) - Năvală (wikt) - Năvălici (wikt) - Năvăligu (wikt) - Năvărache (wikt) - Năvîrtu (wikt) - Năvligu (wikt) - Năvocean (wikt) - Năvodaru (wikt) - Năvrig (wikt) - Năzare (wikt) - Năzărie (wikt) - Năzdrăvan (wikt) - Năzdrăvanu (wikt) - Năznean (wikt) | Nâ - Nână (wikt) | Ne - Neab (wikt) - Neacă (wikt) - Neacășu (wikt) - Neacșa (wikt) - Neacșea (wikt) - Neacși (wikt) - Neacșiu (wikt) - Neacșoiu (wikt) - Neacșu (wikt) - Neacu (wikt) - Neag (wikt) - Neaga (wikt) - Neagă (wikt) - Neaghina (wikt) - Neagoe (wikt) - Neagoi (wikt) - Neagoie (wikt) - Neagor (wikt) - Neagoș (wikt) - Neagotă (wikt) - Neagră (wikt) - Neagu (wikt) - Neague (wikt) - Neagui (wikt) - Neagul (wikt) - Neamț (wikt) - Neamți (wikt) - Neamțiu (wikt) - Neamțu (wikt) - Neamu (wikt) - Neamuțu (wikt) - Neanu (wikt) - Neașa (wikt) - Neața (wikt) - Neață (wikt) - Neațu (wikt) - Neaună (wikt) - Nebancea (wikt) - Nebela (wikt) - Nebelcu (wikt) - Nebi (wikt) - Neboga (wikt) - Neboisa (wikt) - Neboleanu (wikt) - Nebru (wikt) - Nebunescu (wikt) - Nebunu (wikt) - Nec (wikt) - Necea (wikt) - Nechifor (wikt) - Nechiforeanu (wikt) - Nechiforel (wikt) - Nechiforoae (wikt) - Nechilciuc (wikt) - Nechimiș (wikt) - Nechita (wikt) - Nechița (wikt) - Nechiță (wikt) - Nechitei (wikt) - Nechitelea (wikt) - Nechiti (wikt) - Nechitoae (wikt) - Nechitoaia (wikt) - Nechițoaia (wikt) - Nechitovici (wikt) - Nechituș (wikt) - Neciu (wikt) - Necoară (wikt) - Necoiță (wikt) - Necolaiciuc (wikt) - Necolau (wikt) - Necolici (wikt) - Necolina (wikt) - Necreală (wikt) - Necrelescu (wikt) - Necrici (wikt) - Necșa (wikt) - Necșanu (wikt) - Necșe (wikt) - Necșea (wikt) - Necșescu (wikt) - Necșești (wikt) - Necșoi (wikt) - Necșoiu (wikt) - Necșu (wikt) - Necșulea (wikt) - Necșulescu (wikt) - Necșuleu (wikt) - Necșuliu (wikt) - Necșuță (wikt) - Necșuțu (wikt) - Necu (wikt) - Necula (wikt) - Neculache (wikt) - Neculae (wikt) - Neculăeasa (wikt) - Neculăencei (wikt) - Neculăeș (wikt) - Neculăescu (wikt) - Neculăeși (wikt) - Neculai (wikt) - Neculăiasa (wikt) - Neculăică (wikt) - Neculaide (wikt) - Neculaie (wikt) - Neculăiescu (wikt) - Neculăiță (wikt) - Neculau (wikt) - Neculce (wikt) - Neculcea (wikt) - Neculea (wikt) - Neculeac (wikt) - Neculescu (wikt) - Neculeț (wikt) - Neculi (wikt) - Neculia (wikt) - Neculicioiu (wikt) - Neculie (wikt) - Neculin (wikt) - Neculiță (wikt) - Neculoiu (wikt) - Neculțău (wikt) - Neculuță (wikt) - Necuță (wikt) - Neda (wikt) - Nedea (wikt) - Nedef (wikt) - Nedeianu (wikt) - Nedejde (wikt) - Nedela (wikt) - Nedelca (wikt) - Nedelcea (wikt) - Nedelcia (wikt) - Nedelcioiu (wikt) - Nedelciu (wikt) - Nedelciuc (wikt) - Nedelcoff (wikt) - Nedelcovici (wikt) - Nedelcu (wikt) - Nedelcuț (wikt) - Nedelcuță (wikt) - Nedelea (wikt) - Nedeleanu (wikt) - Nedelescu (wikt) - Nedelică (wikt) - Nedelici (wikt) - Nedeloiu (wikt) - Nedelschi (wikt) - Nedeluș (wikt) - Nedeluț (wikt) - Nederiță (wikt) - Nederu (wikt) - Nedeș (wikt) - Nedescu (wikt) - Nedia (wikt) - Nedianu (wikt) - Nedică (wikt) - Nediță (wikt) - Nediu (wikt) - Nedrea (wikt) - Nedu (wikt) - Neferu (wikt) - Nefir (wikt) - Nefiru (wikt) - Nefliu (wikt) - Neg (wikt) - Nega (wikt) - Negară (wikt) - Negea (wikt) - Negelschi (wikt) - Negescu (wikt) - Neghela (wikt) - Neghin (wikt) - Neghină (wikt) - Neghirlă (wikt) - Neghiță (wikt) - Neghiu (wikt) - Negina (wikt) - Negiță (wikt) - Negoci (wikt) - Negociu (wikt) - Negoeașa (wikt) - Negoeașă (wikt) - Negoei (wikt) - Negoescu (wikt) - Negoeșteanu (wikt) - Negoi (wikt) - Negoianu (wikt) - Negoiaș (wikt) - Negoiașa (wikt) - Negoiașă (wikt) - Negoiași (wikt) - Negoie (wikt) - Negoiescu (wikt) - Negoiță (wikt) - Negoițe (wikt) - Negoițescu (wikt) - Negoiu (wikt) - Negomireanu (wikt) - Negoșanu (wikt) - Negosu (wikt) - Negoț (wikt) - Negoței (wikt) - Negovan (wikt) - Negoveanu (wikt) - Negra (wikt) - Negraia (wikt) - Negran (wikt) - Negraru (wikt) - Negrău (wikt) - Negre (wikt) - Negrea (wikt) - Negrean (wikt) - Negreanu (wikt) - Negrei (wikt) - Negreș (wikt) - Negrescu (wikt) - Negreșteanu (wikt) - Negreț (wikt) - Negrețu (wikt) - Negreu (wikt) - Negri (wikt) - Negria (wikt) - Negricea (wikt) - Negrici (wikt) - Negricioiu (wikt) - Negrii (wikt) - Negrilă (wikt) - Negrilei (wikt) - Negriloiu (wikt) - Negrini (wikt) - Negriș (wikt) - Negrișan (wikt) - Negrițaș (wikt) - Negrițescu (wikt) - Negrițoiu (wikt) - Negriu (wikt) - Negriuc (wikt) - Negrla (wikt) - Negroii (wikt) - Negroiu (wikt) - Negru (wikt) - Negrui (wikt) - Negrulescu (wikt) - Negruș (wikt) - Negrușa (wikt) - Negrușă (wikt) - Negrușer (wikt) - Negrușeri (wikt) - Negrușier (wikt) - Negruț (wikt) - Negruța (wikt) - Negruță (wikt) - Negruțac (wikt) - Negruți (wikt) - Negruțiu (wikt) - Negruțu (wikt) - Negruzzi (wikt) - Negu (wikt) - Negucioiu (wikt) - Negula (wikt) - Negulei (wikt) - Negulescu (wikt) - Neguleț (wikt) - Negulețu (wikt) - Negulici (wikt) - Negură (wikt) - Negureanu (wikt) - Negurescu (wikt) - Negurici (wikt) - Neguș (wikt) - Negușiu (wikt) - Negustor (wikt) - Negustoru (wikt) - Neguț (wikt) - Neguță (wikt) - Neguțescu (wikt) - Neguți (wikt) - Neguțoiu (wikt) - Neguțu (wikt) - Nehnici (wikt) - Nehoianu (wikt) - Nehtu (wikt) - Neica (wikt) - Neică (wikt) - Neiconi (wikt) - Neicu (wikt) - Neiculescu (wikt) - Neicuși (wikt) - Neicuțescu (wikt) - Nejderu (wikt) - Nejloveanu (wikt) - Nejnec (wikt) - Nejneru (wikt) - Nela (wikt) - Nelega (wikt) - Nelepcu (wikt) - Neluș (wikt) - Neluși (wikt) - Neluța (wikt) - Neluțescu (wikt) - Nemecică (wikt) - Nemerovschi (wikt) - Nemeș (wikt) - Nemeșan (wikt) - Nemescu (wikt) - Nemeșniciuc (wikt) - Nemeșu (wikt) - Nemoeanu (wikt) - Nemoianu (wikt) - Nemțan (wikt) - Nemțanu (wikt) - Nemțaru (wikt) - Nemțeanu (wikt) - Nemți (wikt) - Nemțișor (wikt) - Nemțiu (wikt) - Nemțoc (wikt) - Nemțoi (wikt) - Nemțu (wikt) - Nemțuc (wikt) - Nemțul (wikt) - Nemțuț (wikt) - Nemulescu (wikt) - Nemuț (wikt) - Nena (wikt) - Nenciu (wikt) - Nenciulescu (wikt) - Nencu (wikt) - Nenea (wikt) - Neneață (wikt) - Neneciu (wikt) - Nenescu (wikt) - Neneștean (wikt) - Nenețu (wikt) - Nenică (wikt) - Nenicu (wikt) - Nenișcă (wikt) - Nenișcu (wikt) - Neniță (wikt) - Nenițescu (wikt) - Nenițoiu (wikt) - Neniu (wikt) - Nenovici (wikt) - Nenu (wikt) - Neofet (wikt) - Neofit (wikt) - Nepotu (wikt) - Nerciu (wikt) - Nereuță (wikt) - Nergeș (wikt) - Nerghe (wikt) - Nergheș (wikt) - Nerglea (wikt) - Neruț (wikt) - Neș (wikt) - Neșco (wikt) - Nescovici (wikt) - Nescuță (wikt) - Neșovici (wikt) - Nespălatu (wikt) - Neste (wikt) - Nesteian (wikt) - Nesteriuc (wikt) - Neștian (wikt) - Neștiut (wikt) - Nestor (wikt) - Nestorescu (wikt) - Neșu (wikt) - Neț (wikt) - Neța (wikt) - Nețan (wikt) - Nețcă (wikt) - Nețcu (wikt) - Netculescu (wikt) - Nețea (wikt) - Neteda (wikt) - Netedu (wikt) - Netejoru (wikt) - Nețelea (wikt) - Nețoi (wikt) - Nețoiu (wikt) - Netotea (wikt) - Netotu (wikt) - Netrepeiu (wikt) - Nețu (wikt) - Nețulă (wikt) - Nețuță (wikt) - Nevăzutu (wikt) - Neveanu (wikt) - Nevezi (wikt) - Nevodăru (wikt) - Nevoie (wikt) | Ni - Niacșu (wikt) - Niagu (wikt) - Niamțu (wikt) - Nibu (wikt) - Nica (wikt) - Nică (wikt) - Nicăl (wikt) - Nicăpetre (wikt) - Nicărel (wikt) - Niche (wikt) - Nichescu (wikt) - Nichiceanu (wikt) - Nichici (wikt) - Nichie (wikt) - Nichifor (wikt) - Nichiforeac (wikt) - Nichiforel (wikt) - Nichiforescu (wikt) - Nichiforiuc (wikt) - Nichilciuc (wikt) - Nichimiș (wikt) - Nichiș (wikt) - Nichita (wikt) - Nichitean (wikt) - Nichiteanu (wikt) - Nichițel (wikt) - Nichițelea (wikt) - Nichițescu (wikt) - Nichitoaia (wikt) - Nichitoaie (wikt) - Nichitoi (wikt) - Nichitovici (wikt) - Nichituș (wikt) - Nichituț (wikt) - Nici (wikt) - Nicilă (wikt) - Niciu (wikt) - Niclescu (wikt) - Nicloș (wikt) - Nico (wikt) - Nicoale (wikt) - Nicoară (wikt) - Nicoare (wikt) - Nicoda (wikt) - Nicodei (wikt) - Nicodem (wikt) - Nicodim (wikt) - Nicodin (wikt) - Nicodinescu (wikt) - Nicodiți (wikt) - Nicoi (wikt) - Nicola (wikt) - Nicolae (wikt) - Nicolaescu (wikt) - Nicolăescu (wikt) - Nicolăeț (wikt) - Nicolaevici (wikt) - Nicolai (wikt) - Nicolaica (wikt) - Nicolaică (wikt) - Nicolaiciuc (wikt) - Nicolaide (wikt) - Nicolaie (wikt) - Nicolăină (wikt) - Nicolăiță (wikt) - Nicolaș (wikt) - Nicolașcu (wikt) - Nicolau (wikt) - Nicolaua (wikt) - Nicolcea (wikt) - Nicolcescu (wikt) - Nicolcioiu (wikt) - Nicole (wikt) - Nicolea (wikt) - Nicoleanu (wikt) - Nicolesco (wikt) - Nicolescu (wikt) - Nicoleț (wikt) - Nicoli (wikt) - Nicolian (wikt) - Nicolianu (wikt) - Nicolică (wikt) - Nicolicea (wikt) - Nicolicescu (wikt) - Nicolici (wikt) - Nicolicin (wikt) - Nicolicioiu (wikt) - Nicolie (wikt) - Nicoliei (wikt) - Nicolin (wikt) - Nicolina (wikt) - Nicoliță (wikt) - Nicoliția (wikt) - Nicolițoiu (wikt) - Nicolof (wikt) - Nicoloff (wikt) - Nicoloiu (wikt) - Nicolovici (wikt) - Nicopol (wikt) - Nicoraș (wikt) - Nicorescu (wikt) - Nicorici (wikt) - Nicoriciu (wikt) - Nicoriuc (wikt) - Nicoruț (wikt) - Nicoschi (wikt) - Nicoșevici (wikt) - Nicovală (wikt) - Nicșa (wikt) - Nicșan (wikt) - Nicșanu (wikt) - Nicu (wikt) - Nicula (wikt) - Niculache (wikt) - Niculae (wikt) - Niculăeș (wikt) - Niculăesă (wikt) - Niculăescu (wikt) - Niculai (wikt) - Niculaiasa (wikt) - Niculaiciu (wikt) - Niculaiciuc (wikt) - Niculaide (wikt) - Niculaie (wikt) - Niculăieș (wikt) - Niculăiță (wikt) - Niculaiu (wikt) - Niculaș (wikt) - Niculau (wikt) - Niculaua (wikt) - Niculce (wikt) - Niculcea (wikt) - Niculcia (wikt) - Niculciuc (wikt) - Nicule (wikt) - Niculea (wikt) - Niculeac (wikt) - Niculeacu (wikt) - Niculeasa (wikt) - Niculeasă (wikt) - Niculei (wikt) - Niculesc (wikt) - Niculescu (wikt) - Niculeț (wikt) - Niculi (wikt) - Niculia (wikt) - Niculică (wikt) - Niculice (wikt) - Niculicea (wikt) - Niculiced (wikt) - Niculici (wikt) - Niculicioiu (wikt) - Niculiciu (wikt) - Niculie (wikt) - Niculiea (wikt) - Niculii (wikt) - Niculin (wikt) - Niculina (wikt) - Niculinel (wikt) - Niculini (wikt) - Niculiș (wikt) - Niculița (wikt) - Niculiță (wikt) - Niculițe (wikt) - Niculiței (wikt) - Niculițel (wikt) - Niculiți (wikt) - Niculiu (wikt) - Niculoiu (wikt) - Niculuț (wikt) - Niculuță (wikt) - Nicuriuc (wikt) - Nicuruț (wikt) - Nicușan (wikt) - Nicușcu (wikt) - Nicuț (wikt) - Nicuța (wikt) - Nicuță (wikt) - Nidelcu (wikt) - Nidelea (wikt) - Nideluș (wikt) - Nierșiu (wikt) - Niga (wikt) - Nigai (wikt) - Nighițescu (wikt) - Nihalache (wikt) - Nijloveanu (wikt) - Nilă (wikt) - Nilaca (wikt) - Nilaș (wikt) - Nilca (wikt) - Nilea (wikt) - Nilescu (wikt) - Nilvan (wikt) - Nimară (wikt) - Nimaș (wikt) - Nimăt (wikt) - Nimerciag (wikt) - Nimerincu (wikt) - Nimigean (wikt) - Nimigeanu (wikt) - Nimineț (wikt) - Nimingeanu (wikt) - Nimirceag (wikt) - Nimițan (wikt) - Nimițean (wikt) - Nimu (wikt) - Nimuț (wikt) - Nina (wikt) - Nină (wikt) - Ninaci (wikt) - Nincă (wikt) - Nini (wikt) - Ninosu (wikt) - Nințaș (wikt) - Nințeanu (wikt) - Ninu (wikt) - Niorba (wikt) - Niorsa (wikt) - Nireșteanu (wikt) - Niri (wikt) - Nirlu (wikt) - Nișă (wikt) - Nișca (wikt) - Niscfoveanu (wikt) - Nișcoveanu (wikt) - Nișcu (wikt) - Nișioi (wikt) - Nișioiu (wikt) - Nisip (wikt) - Nisiparu (wikt) - Nisipașu (wikt) - Nisipeanu (wikt) - Nisipia (wikt) - Niste (wikt) - Nistea (wikt) - Nișteriuc (wikt) - Niștiriuc (wikt) - Nistor (wikt) - Nistora (wikt) - Nistorac (wikt) - Nistoran (wikt) - Nistoraș (wikt) - Nistoreanu (wikt) - Nistoreasa (wikt) - Nistorel (wikt) - Nistorescu (wikt) - Nistorică (wikt) - Nistoroaea (wikt) - Nistoroaia (wikt) - Nistoroaie (wikt) - Nistoroi (wikt) - Nistoroiu (wikt) - Nistrea (wikt) - Nistrean (wikt) - Nistreanu (wikt) - Nistrian (wikt) - Nistroiu (wikt) - Nistru (wikt) - Nișu (wikt) - Nișulescu (wikt) - Niță (wikt) - Nițache (wikt) - Nițan (wikt) - Nițariu (wikt) - Nițaș (wikt) - Nițe (wikt) - Niței (wikt) - Nițel (wikt) - Nițelea (wikt) - Nițescu (wikt) - Niți (wikt) - Nițică (wikt) - Nițicală (wikt) - Nițicoi (wikt) - Nițiguș (wikt) - Niții (wikt) - Nițișoară (wikt) - Nițișor (wikt) - Nițiu (wikt) - Nițoae (wikt) - Nițoaia (wikt) - Nițoaica (wikt) - Nițoaie (wikt) - Nițoc (wikt) - Nițoi (wikt) - Nițoiu (wikt) - Nitreanu (wikt) - Nitu (wikt) - Nițu (wikt) - Nițuc (wikt) - Nițucă (wikt) - Nițui (wikt) - Nițuică (wikt) - Nițuleac (wikt) - Nițuleasa (wikt) - Nițulescu (wikt) - Nițulesei (wikt) - Nițulică (wikt) - Nițura (wikt) - Nițură (wikt) - Nițurad (wikt) | No - Noacă (wikt) - Noaghe (wikt) - Noaghea (wikt) - Noaghi (wikt) - Noajă (wikt) - Noajbă (wikt) - Noaje (wikt) - Noană (wikt) - Noane (wikt) - Noapte (wikt) - Noapteș (wikt) - Nobilescu (wikt) - Noblea (wikt) - Nochlescu (wikt) - Nocoșan (wikt) - Nodea (wikt) - Nodiți (wikt) - Nodoleanu (wikt) - Noea (wikt) - Nofitovici (wikt) - Noghi (wikt) - Noghin (wikt) - Noghiță (wikt) - Noghiu (wikt) - Nohai (wikt) - Nohaiu (wikt) - Nohineanu (wikt) - Noianu (wikt) - Noica (wikt) - Noja (wikt) - Noje (wikt) - Nojea (wikt) - Nojogan (wikt) - Nomoloșanu (wikt) - Nomoștean (wikt) - Nonciu (wikt) - None (wikt) - Nonea (wikt) - Nonica (wikt) - Nonoacă (wikt) - Nontaru (wikt) - Nonu (wikt) - Nonuș (wikt) - Nonuț (wikt) - Nopârcă (wikt) - Nopcea (wikt) - Nor (wikt) - Noraru (wikt) - Norișor (wikt) - Norița (wikt) - Norniță (wikt) - Noroc (wikt) - Norocea (wikt) - Norocel (wikt) - Norocia (wikt) - Norocu (wikt) - Noroi (wikt) - Noșa (wikt) - Noșlăcan (wikt) - Noța (wikt) - Notar (wikt) - Noțingăr (wikt) - Noțoiu (wikt) - Notrețu (wikt) - Nou (wikt) - Nouă (wikt) - Nour (wikt) - Nourescu (wikt) - Nourică (wikt) - Nova (wikt) - Novac (wikt) - Novăcean (wikt) - Novăceanu (wikt) - Novăcel (wikt) - Novăcescu (wikt) - Novacovici (wikt) - Novacovschi (wikt) - Novacu (wikt) - Novanc (wikt) - Novleanu (wikt) | Nu - Nuc (wikt) - Nucă (wikt) - Nucșoreanu (wikt) - Nucu (wikt) - Nucuță (wikt) - Nudure (wikt) - Nueleanu (wikt) - Nugioiu (wikt) - Nuică (wikt) - Nuilaș (wikt) - Nule (wikt) - Nuluță (wikt) - Numa (wikt) - Nuna (wikt) - Nuncă (wikt) - Nunescu (wikt) - Nunu (wikt) - Nunucă (wikt) - Nurciu (wikt) - Nuri (wikt) - Nurz (wikt) - Nușfelean (wikt) - Nuț (wikt) - Nuță (wikt) - Nuțaș (wikt) - Nuțeanu (wikt) - Nuțescu (wikt) - Nuțică (wikt) - Nuțiu (wikt) - Nuțu (wikt) - Nuțulescu (wikt) - Nuțuloiu (wikt) |